# 猫眼娱乐
猫眼娱乐（英語：Maoyan entertainment，港交所：1896）是一家中国的互联网电影娱乐平台，最初为中国团购网站美团的电影票团购业务，2013年1月更名为“猫眼电影”，2016年4月独立拆分运营，2019年2月4日在香港交易所挂牌上市。猫眼娱乐集在线购票、用户互动、媒体内容营销、电影衍生品销售于一体，是目前中国最大的在线电影票务服务平台及第二大在线现场娱乐票务服务平台。

## 历史
2012年1月20日，中国团购网站美团基于用户对电影票团购的强烈需求，将电影票团购业务从休闲娱乐频道划出，成立单独的电影票团购业务，2月28日，移动应用“美团网电影”APP发行1.0版，网页版的美团网电影频道上线。
2013年1月，“美团电影”更名为“猫眼电影”，并首次开通了电影院在线选座系统。8月，开始使用猫眼电影域名maoyan.com。
2015年7月，猫眼电影独立为美团旗下全资子公司。12月22日，在美团和大众点评完成战略合并后，美团电影频道和大众点评电影频道整合至猫眼电影，后台数据全部打通，接入统一数据平台。
2016年4月11日，猫眼电影正式从美团分拆，成为一家完全独立运营的公司，原美团点评平台事业群总裁郑志昊担任猫眼CEO，猫眼则成为美团、大众点评娱乐票务与服务的独家合作平台。5月27日，猫眼电影引入光线传媒作为重要股东，完成独立分拆后的重大战略重组，光线传媒控股股东光线控股拟以1.76亿光线传媒股份和8亿元现金换取猫眼电影38.4%股权，同时以15.83亿元现金购买猫眼电影19%的股权。在交易完成后，光线传媒旗下公司持股达57.4%，取代美团点评成为猫眼电影的最大股东。
2017年9月21日，猫眼和互联网票务平台微影时代宣布合并，共同组建新公司“猫眼微影”，以猫眼为主体整合双方相关业务，光线传媒、微影时代、腾讯、美团点评成为公司主要直接股东。2017年11月，猫眼与微影业务整合完成，并获得腾讯10亿人民币的投资，估值超200亿。猫眼与腾讯建立战略合作关系，成为腾讯QQ和微信的唯一娱乐票务服务供应商。
2018年9月3日，猫眼向港交所递交招股书。2019年2月4日，以“猫眼娱乐”名义在香港交易所挂牌上市，7月9日，在北京召开“2019猫眼全文娱战略升级发布会”，并与腾讯成立“腾猫联盟”，进行深层次合作。2021年3月30日，猫眼娱乐发布2020年业绩公告。公告显示，猫眼娱乐2020年公司总营收13.657亿元人民币，毛利5.373亿元人民币，经调整全年亏损净额为4.356亿元人民币。

## 争议
2016年12月27日，人民日报客户端转载《中国电影报》文章《豆瓣、猫眼电影评分面临信用危机 恶评伤害电影产业》，质疑内地知名评分网站豆瓣、猫眼等对近日上映的3部国产影片《长城》、《摆渡人》和《铁道飞虎》打分过低、有失公允。文章发布后，猫眼下线了5个月前上架的“专业评分”功能。
2025年3月，华语影视演员信息平台CMDB称猫眼专业版在部分影片的演职人员信息中抄袭了CMDB的数据，某部影片中的虚构名字“吴小猫”在猫眼专业版数据中也出现。对此，猫眼方面表示已核实情况，确认信息来源于合作的第三方服务商，并已下线相关数据，向CMDB道歉并解决误会。